# Отглагольное существительное
Отглаго́льное существи́тельное (также девербати́в) в ряде флективных языков, включая русский, — имя существительное, образованное непосредственно от глагола.
| Глагол        | Существительное |
| ------------- | --------------- |
| предлагать    | предложение     |
| использовать  | использование   |
| оформлять     | оформление      |
| отсутствовать | отсутствие      |
| ходить        | хождение        |
| поедать       | поедание        |

По многим семантическим и синтаксическим свойствам отглагольное существительное близко к герундию (хотя считается, что, скажем, в русском языке герундия нет).
От одной глагольной основы возможно образование двух или более видов отглагольных имён существительных: девербатива имени действия — лат. nomen actionis (сев, преобразование, спасение), имени действующего лица или отправителя действия — лат. nomen agentis (сеятель, преобразователь, спасатель,строитель), имени инструмента — лат. nomen instrumenti (сеялка, преобразователь), имени результата — лат. nomen resultatis (строение), имени объекта — лат. nomen patientis (любимец), имени места — лат. nomen loci (спальня, убежище), имени свойства — лат. nomen qualitatis (в русском языке только через посредство прилагательного, например, проницаемость),.
В немецком языке существуют два вида отглагольных существительных: субстантивированный инфинитив, или «имя процесса» (примеры: sein — das Sein, schwimmen — das Schwimmen и др.) и «имя результата» на -ung. От большинства глаголов могут образовываться как первая, так и вторая форма; от «статических» по смыслу глаголов обычно образуется только первая, от «динамических» могут образовываться обе формы (первая имеет более абстрактный смысл).
Применительно к арабскому языку отглагольное существительное традиционно именуется «ма́сдар» (араб. مصدر‎). Он является источником словообразования согласно мнению учёных басрийской школы морфологии. Аргументируют они это тем, что он указывает лишь на определённое понятие или состояние. Он проще и элементарнее глагола, который отягощён связью со временем и лицом деятеля. Например:
شُكْرٌ غُفْرَانٌ «благодарность» — «ШуКРун» (понятие не связано ни со временем, ни с деятелем), «прощение» — ГуФРаанун (тоже нет даже намёка на ответ к вопросам: «когда?» и «кто?»)